# Cinema (Viola Valentino)
Cinema è l'album d'esordio della cantante pop italiana Viola Valentino, pubblicato nel 1980 dall'etichetta discografica Paradiso e distribuito dalla CGD e dalla Ariola.
Il disco, pubblicato come 33 giri e musicassetta, è stato prodotto da Giancarlo Lucariello e conteneva otto brani, tra cui il noto Comprami e altri due singoli, Sei una bomba e Anche noi facciamo pace.

## Tracce
Lato A
1. Anche noi facciamo pace – 3:41 (testo: Guido Morra, Riccardo Fogli – musica: Maurizio Fabrizio)
2. Sotto la pioggia – 3:32 (testo: Guido Morra, Riccardo Fogli – musica: Popi)
3. Sei una bomba – 3:53 (testo: Guido Morra, Riccardo Fogli – musica: Renato Brioschi)
4. Rido – 3:40 (testo: Guido Morra, Riccardo Fogli – musica: Maurizio Fabrizio)

Lato B
1. Come un cavallo pazzo – 4:46 (testo: Guido Morra, Riccardo Fogli – musica: Maurizio Fabrizio)
2. Cinema – 3:16 (testo: Guido Morra, Riccardo Fogli – musica: Popi)
3. Comprami – 3:56 (testo: Cristiano Minellono – musica: Renato Brioschi)
4. Prendiamo i pattini – 3:29 (testo: Guido Morra, Riccardo Fogli – musica: Maurizio Fabrizio)

## Formazione
- Viola Valentino – voce
- Gigi Cappellotto – basso
- Loris Ceroni - basso, cori
- Andy Surdi – batteria, percussioni, cori
- Roberto Puleo – chitarra
- Maurizio Fabrizio – pianoforte, tastiera, chitarra
- Franco Graniero – tastiera, pianoforte